# Buenos Aires al Pacífico S.A.
Buenos Aires al Pacífico S.A. (conocida por su acrónimo BAP) fue una empresa ferroviaria argentina que explotó la operación e infraestructura del Ferrocarril General San Martín, prestando servicios de carga.
La empresa operó 5 690 km de vías en diferentes provincias del país, Buenos Aires, San Juan, San Luis y Mendoza.

## Historia
Como parte de la privatización ferroviaria en Argentina, realizada durante la presidencia de Carlos Menem, se otorgó a Buenos Aires al Pacífico S.A. una concesión para operar los servicios ferroviarios de carga del Ferrocarril General San Martín, que eran administrados por la disuelta Ferrocarriles Argentinos desde su nacionalización, en 1949. La empresa formaba parte del consorcio Industrias Metalúrgicas Pescarmona, al que también se le había cedido la concesión del Ferrocarril General Urquiza para ser operado por el Ferrocarril Mesopotámico S.A.

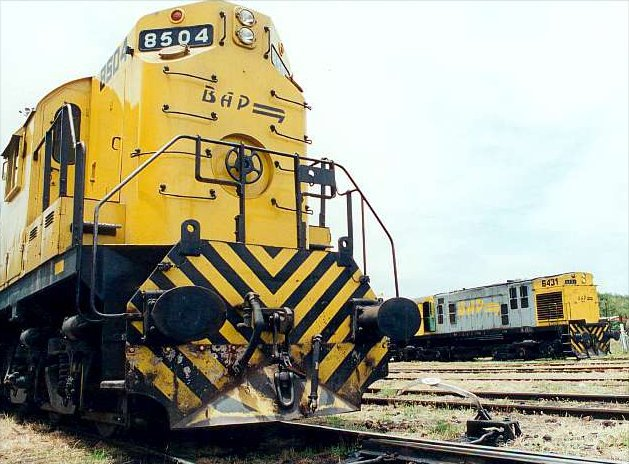
Locomotoras ALCo RSD-16 y RSD-35 de Buenos Aires al Pacífico.

En 1998, Industrias Metalúrgicas Pescarmona vendió el 73,5% de las acciones de Buenos Aires al Pacífico S.A. y el 70,5% de Ferrocarril Mesopotámico S.A. a la empresa brasilera Ferrovía Sul Atlántico (conocida por su acrónimo FSA). Sin embargo, el Estado argentino, propietario de toda la red ferroviaria, no permitió dicha transición debido al incumplimiento de los términos y condiciones del contrato de concesión por parte de Industrias Metalúrgicas Pescarmona, con cargos impagos por más de $130 millones de pesos.
En el 2000, la concesión del Ferrocarril General San Martín pasó a manos de América Latina Logística Central, una subdivisión de la empresa América Latina Logística.